# VK 45.02 (P)
Der VK 45.02 (P) bezeichnet eine Reihe von Entwürfen eines schweren Panzers des Ingenieurs Ferdinand Porsche während des Zweiten Weltkrieges. Anders als beim Vorgängerprojekt VK 45.01 (P) wurde keine der Fahrzeugwannen gefertigt und erprobt. Allerdings erlangte die Entwurfsarbeit Bedeutung, da aus der frühzeitigen Zusammenarbeit mit Krupp, der für dieses Fahrzeug vorgesehene Gefechtsturm mit einer langen 8,8-cm-KwK L/71 tatsächlich produziert und auf den ersten fünfzig Panzerkampfwagen VI Tiger II verwendet wurde.

## Namensgebung
Bei den Entwicklungsprojekten der deutschen Rüstungsindustrie und des Heereswaffenamtes war es im Zweiten Weltkrieg üblich „sprechende“ Projektbezeichnungen zu verwenden. Diese setzten sich aus verschiedenen Konstruktionsmerkmalen zusammen. Das „VK“ für „Versuchskonstruktion“, die „45“ für das angestrebte Gewicht und die „01“ für die erste von verschiedenen Varianten. Häufig findet man auch die vereinfachte Bezeichnung „VK 4502“. Weitere Projekte dieser Art sind in der Übersicht zum Vskfz. Nummernkreis einsehbar.

## Projektverlauf
Nachdem das Projekt VK 45.01 (P) der Entwicklergruppe im Büro Porsche trotz der frühzeitigen Fertigung von Fahrgestellen und der Entwicklung an Bewaffnung und Turm nicht zu einem Erfolg wurde, suchte Ferdinand Porsche und seine Ingenieure weiter nach einer Lösung, sein Antriebskonzept und seinen Gesamtentwurf durch die Entwicklung eines neuen Modells als Nachfolger des Tiger I zu platzieren. Die neuesten Panzerkonstruktionen der Alliierten berücksichtigend, zeigte sich jedoch, dass eine bloße Verstärkung der Panzerung des VK 45.01 (P) nicht ausreichen würde, um ein den aktuellen gegnerischen Panzertypen überlegen zu sein. Gerade die Beweglichkeit im Gelände galt es zu optimieren.
Die Entwicklung des nun als VK 45.02 (P) bezeichneten Nachfolgemodells begann im April 1942. Im Haus Porsche lief das Projekt unter der Bezeichnung „Typ 180“ und entwickelte sich zu einer Reihe von fünf verschiedenen Fahrzeugen, für die zwei Wannenkonfigurationen entwickelt werden mussten: der Hinten mit seinem Turm hinten und der Vorne mit seinem Turm auf der Vorderseite. Sowohl ein elektrisches als auch ein hydraulisches Antriebssystem sowie vier verschiedene Motormodelle. Der Prototyp eines Rumpfes wurde jedoch nie produziert.

### Der Porsche-Turm

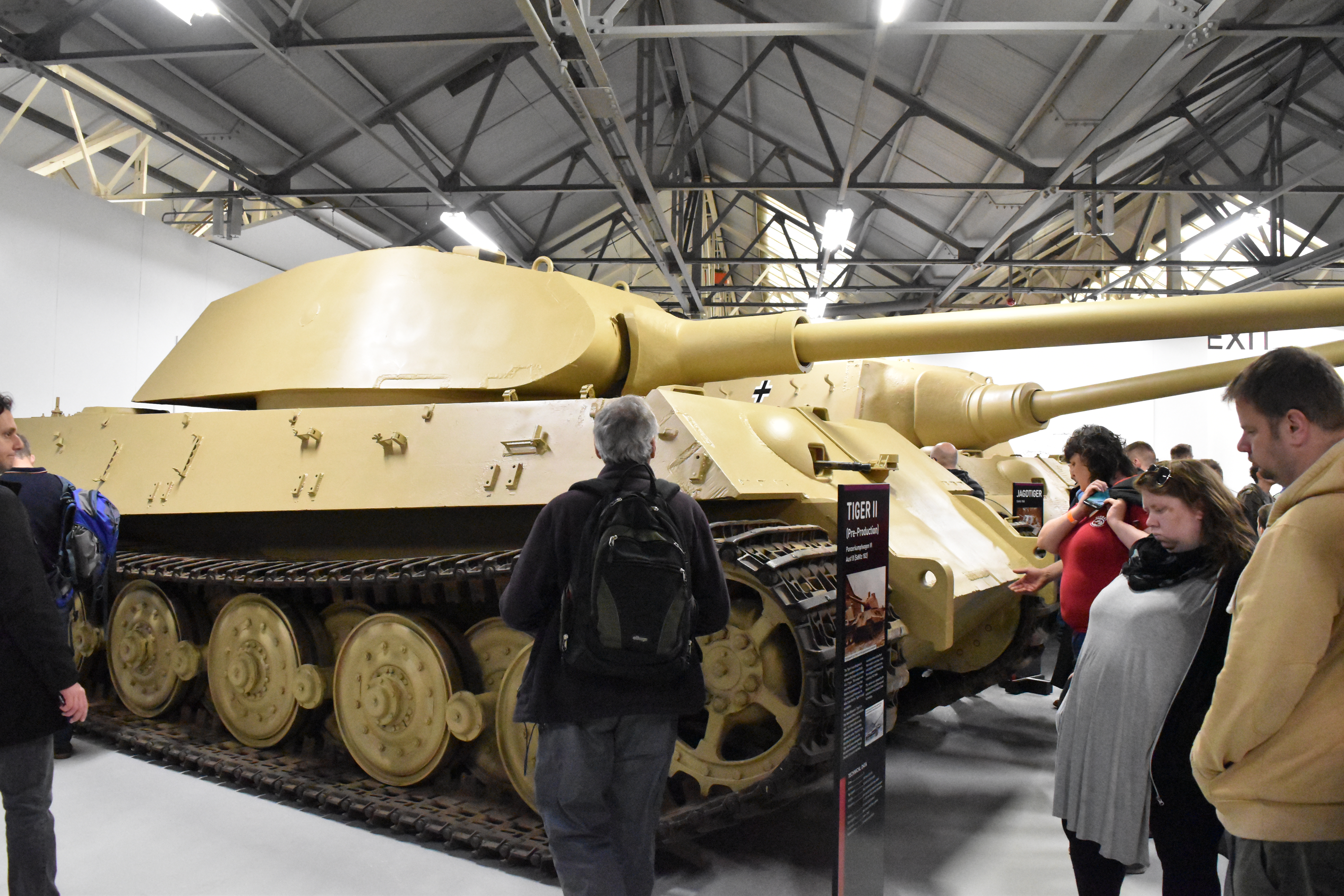
Panzerkampfwagen VI Tiger II mit Porsche-Turm

Anders verhielt es sich bei dem von Krupp für dieses Porsche-Projekt entwickelten Gefechtsturm für diesen neuen Panzer. Schon bei der Entwicklung des VK 45.01 (P) hatten Porsche und Krupp eng zusammengearbeitet und diese Arbeit wurde fortgeführt. Ziel war die Montage einer 8,8-cm-Kampfwagenkanone mit gesteigerter Durchschlagleistung. Diese war auf dem Fahrgestell des Tiger I nicht montierbar gewesen, obwohl Adolf Hitler persönlich die Bewaffnung des schweren deutschen Kampfpanzers mit dieser Waffe wünschte.
Krupp und Porsche einigten sich auf einen Turm, der eine verhältnismäßig schmale Front für die Geschützblende aufwies und zu den Seiten hin bis auf die Breite des Turmdrehkranzes in einer gebogenen Platte breiter wurde. Zum Ausgleich des Gewichts der Waffe und um für den Rücklauf der Waffe ausreichend Platz zu schaffen, ragte der Turm hinten deutlich über den Rand des Turmdrehkranzes hinaus. In der grundsätzlichen Konzeption wurde in diesem rückwärtigen Teil des Turms Munition gelagert. Während die Entwicklungsgruppe von Porsche weiter an der Fahrzeugwanne arbeitete, war die Entwicklungsarbeit bei Krupp bald abgeschlossen und die Fertigung der Türme begann. Nachdem sich das Heereswaffenamt für den konkurrierenden Henschel-Entwurf VK 45.03 (H) entschieden hatte, standen zu Beginn der Fertigung die neuen Türme für diesen Entwurf noch nicht zur Verfügung. Angesichts der schon gefertigten Türme für den Porsche-Entwurf wurden diese seit dieser Zeit zur Unterscheidung als Porsche-Türme bezeichneten Gefechtstürme auf die ersten 50 Fahrgestelle des neuen Kampfpanzers Panzerkampfwagen VI Tiger II montiert und an die schweren Panzer-Abteilungen ausgeliefert.